# ジョン・テンプルトン
サー・ジョン・マークス・テンプルトン（Sir John Marks Templeton, 1912年11月29日 - 2008年7月8日）は、米国生まれのイギリス人投資家、銀行家、篤志家。1954年にミューチュアル・ファンドのテンプルトン成長株投信株式会社を設立し、同社は38年間に渡り平均年率15％の成長を記録した。1999年、マネー誌において「間違いなく今世紀最も偉大な投資家である」と評された。

## 生い立ちと学歴
米国テネシー州ウィンチェスターで生まれ育ち、名門イェール大学に入学した。大学では学内誌イェール・レコードのアシスタント・ビジネス・マネジャーを務めていた。1934年に同大学を卒業し、ローズ奨学制度を利用してオックスフォード大学ベリオール・カレッジへ入学。文学修士（法律学）を取得した。CFA協会認定証券アナリストを取得したプロの投資家であり、バリュー投資の父と呼ばれる投資家ベンジャミン・グレアムの門下生でもある。1994年ベンジャミン・フランクリン・メダル受賞。

## 投資家として
1930年代の世界恐慌の際、テンプルトンはニューヨーク証券取引所の銘柄のうち株価が1ドル以下の企業104社の株を買い占めた。そして、それらが第二次世界大戦後の米国の産業復興により何倍にも膨れた。テンプルトン自身によると、彼は第二次世界大戦が勃発した日に仲介業者に対して1ドル以下の企業株を全て買うように伝えたと言う。これにより、テンプルトンは大富豪となった。
さらに、ミューチュアル・ファンドの利用を始めることで億万長者となった。彼が1954年に創業した投資ファンドのテンプルトン成長株投信株式会社は、日本において1960年代半ばから投資を行っていた。さらに、テンプルトンは原子力、化学、電子産業に投資するファンドを創設した。テンプルトンが株式公開を行った1959年までに彼の総資産は6,600万ドルを超えていた。
2006年にはサンデー・タイムズ紙が発表する長者番付において129位タイとなった。また、投資の際にはテクニカル分析ではなくファンダメンタル分析を好んだ。1999年、マネー誌において「間違いなく今世紀最も偉大な投資家である」と評された。

## 投資哲学
テンプルトン自身の自制心は彼の成功に大きく寄与した。彼は大量消費主義に関心を持たず、比較的質素な生活をしていた（運転手を雇わない、ファーストクラスに乗らないなど）。そのため、彼の友人はテンプルトンの姿勢をからかってカルヴァン主義者だと評し、「彼はお金を得ること自体を楽しまなければそれは良いことだと信じている」と述べた。
また、長期的な利益を重視し、「混乱を避け」そして「血が流れているときに買う」姿勢で株式市場の混乱を利用した。また、株価が高いときに売ることでも知られていた。また、彼はアメリカで早い時期からアジアや東欧などの見過ごされていた投資機会に注目した投資家の一人である。
2005年にはその後のサブプライム住宅ローン危機を予測した報告書を書いていた。

## 私生活と信仰
1937年にジュディス・フォークと結婚し、ジョン、アニー、クリストファーの3児に恵まれた。妻ジュディスが1951年にバイク事故で亡くなったのち、1958年にレイノルズ・バトラーと再婚した。また、長老派のクリスチャンとして生涯を過ごし、ニュージャージー州イングルウッドにあるイングルウッド第一長老派教会の長老を務めていた。また、長老派教会最大の神学校であるプリンストン神学校において評議委員を42年間務め、そのうち12年間は評議委員長を務めた。
2008年7月8日、肺炎によりバハマのナッソーにある病院において95歳で亡くなった。

## 篤志家として
テンプルトンは歴史上最も偉大な篤志家の一人であり、生涯で合計10億米ドル以上を社会貢献活動に使った。1964年にアメリカ合衆国の市民権を取得した彼は、社会活動への寄附金によって1億米ドルの税額控除を受けた。一方でイギリスの市民権も保有しており、生活拠点はバハマに置いていた。
2007年には、タイム誌が毎年発表する世界で最も影響力のある人物をまとめたタイム100に掲載された。テンプルトンは「科学的方法によって霊的理解を追求する」ことを求め、ジョン・テンプルトン財団を設立した。
篤志家としてのテンプルトンの実績は以下の通りである。
- テンプルトン賞の創設（1972年）
- テネシー州セワニーにおけるテンプルトン図書館の建設
- オックスフォード大学テンプルトン・カレッジ（英語版）の創設（テンプルトンが同大学経営研究センターに寄付をし、カレッジに昇格した）

テンプルトン・カレッジは現在同大学サイード・ビジネス・スクールと緊密に連絡しており、2007年にはプログラムの一部を同スクールに移譲した。2008年にはグリーン・カレッジと合併しグリーン・テンプルトン・カレッジとなった。
その篤志活動を評価され、1987年にはイギリス王室からナイトの称号を授与された。